# Apella (Licciana Nardi)
Apella è una frazione del comune di Licciana Nardi, in provincia di Massa-Carrara, in Lunigiana.
Il borgo ha origine medioevale ed è stato eretto in corrispondenza dei terreni meno fertili della zona, in maniera da permettere la coltivazione dei fondi circostanti, caratterizzati tutti da una notevole pendenza. Nel centro storico di Apella è presente la casa natale dei due eroi del Risorgimento, Biagio Nardi e Anacarsi Nardi, che ebbero un ruolo preminente nei moti di Modena del 1831 e, Anacarsi, anche nella spedizione dei Fratelli Bandiera durante la quale morì. La casa è oggi un museo e centro visita del Parco Nazionale dell'Appennino Tosco-Emiliano.

## Geografia fisica
Apella si trova nella parte settentrionale del territorio comunale di Licciana Nardi, in prossimità del confine con la regione Emilia-Romagna. La frazione è sovrastata dal vicinissimo crinale tosco-emiliano dove spiccano il complesso del monte Bragalata (1.835 m) e le cime del monte dell'Uomo Morto (1.773 m) e del monte Bocco (1.791 m).
Sul versante emiliano, accessibile dal passo del Giovarello (1.754 m), sono presenti diversi laghi naturali e artificiali.
Le acque della vallata di Apella confluiscono nel vicino torrente Taverone, tributario di sinistra del fiume Magra.
Tramite alcune secolari mulattiere, il borgo di Apella si collega ad alcune frazioni della valle del Bagnone quali  Compione, Jera e Collesino.
Il territorio di Apella rientra nel Parco Nazionale dell'Appennino Tosco-Emiliano.

## Infrastrutture e trasporti
L'abitato è raggiungibile in due diversi modi:
- salendo la lunga valle del torrente Taverone in direzione del passo del Lagastrello, superata Licciana Nardi, svoltando presso la frazione Tavernelle in direzione nord. Dopo avere raggiunto località Taponecco, a pochi chilometri compare Apella;
- attraversando il comune di Bagnone, proseguendo in direzione delle frazioni di Treschietto, Jera e Compione, per poi deviare, dopo  qualche chilometro, sulla strada che porta prima verso Mochignano e Collesino e poi ad Apella.

## Galleria d'immagini

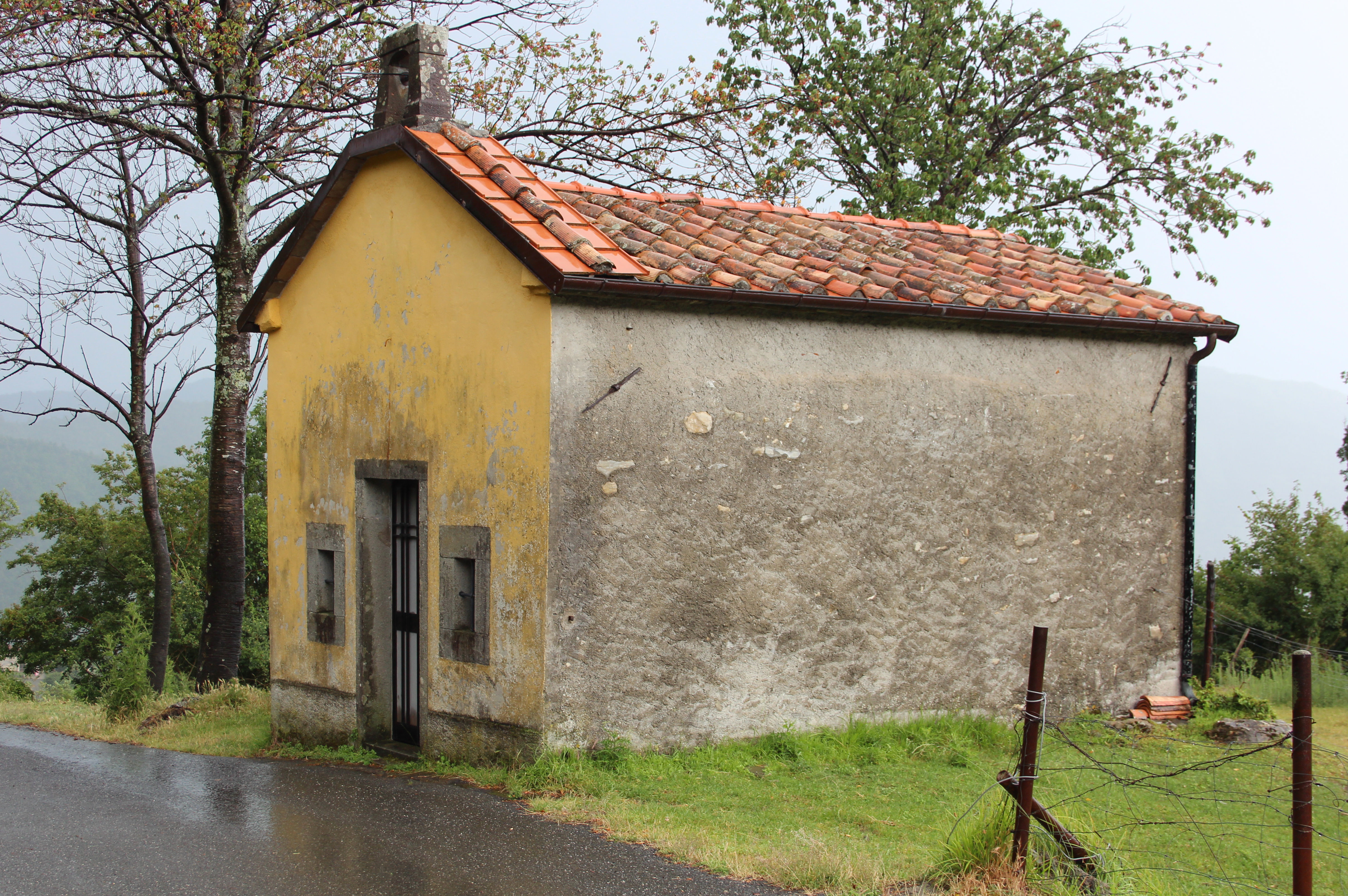
L'oratorio di San Domenico e Santa Catarina
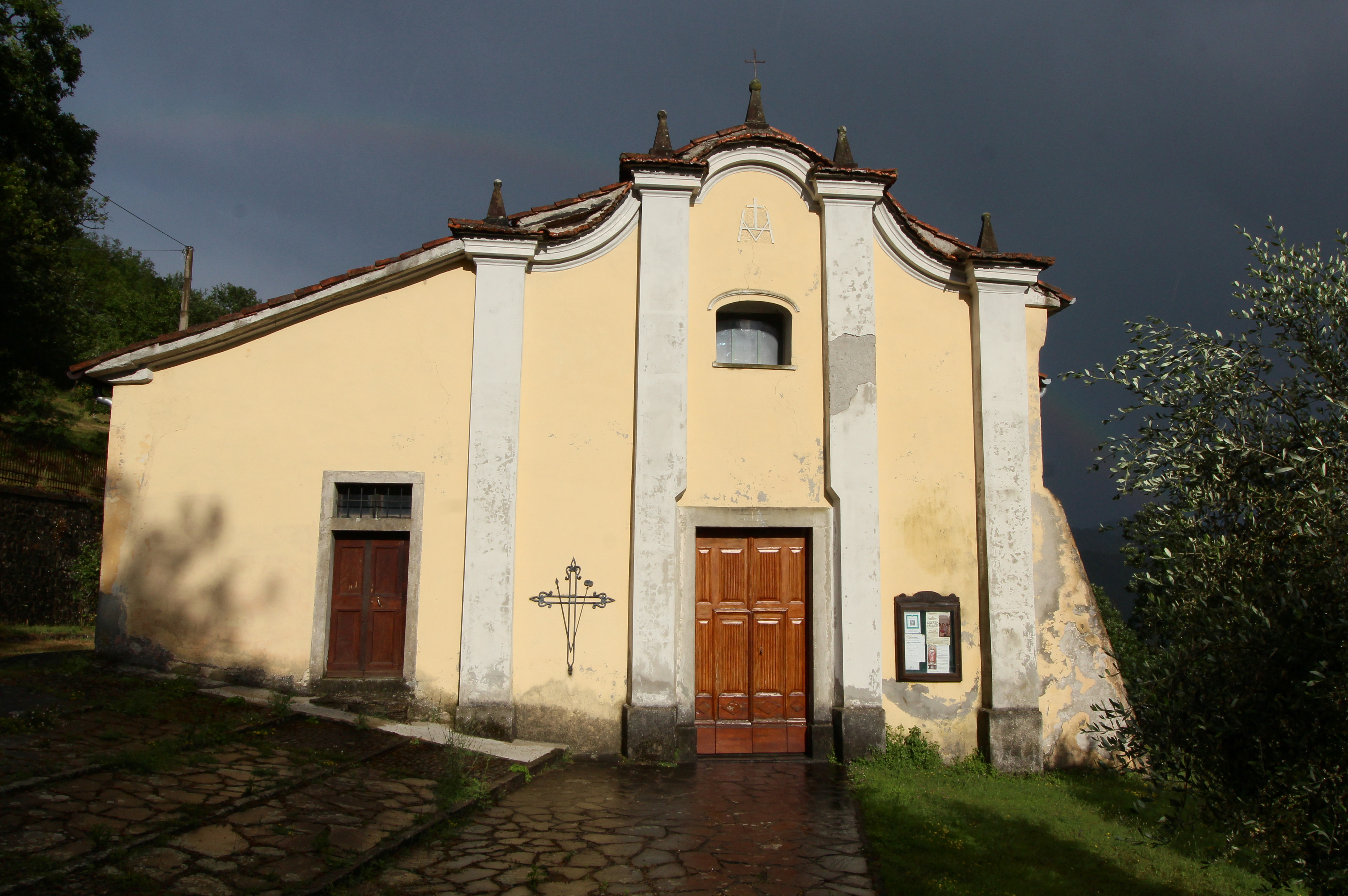
La chiesa di Santa Maria Assunta